# Gauresthes rufipes
Gauresthes rufipes là một loài bọ cánh cứng trong họ Cerambycidae.